# EN 60601-2-37
Die EN 60601-2-37 mit dem Titel „Medizinische elektrische Geräte – Teil 2-37: Besondere Festlegungen für die Sicherheit von Ultraschall-Geräten für die medizinische Diagnose und Überwachung“ ist Teil der Normenreihe EN 60601.
Herausgeber der DIN-Norm DIN EN 60601-2-37 ist das Deutsche Institut für Normung.
Die Norm basiert auf der internationalen Fassung IEC 60601-2-37. Im Rahmen des VDE-Normenwerks ist die Norm als VDE 0750-2-37 klassifiziert, siehe DIN-VDE-Normen Teil 7.
Diese Ergänzungsnorm regelt allgemeine Festlegungen für die Sicherheit, Prüfungen und Richtlinien von Ultraschall-Geräten für die medizinische Diagnose und Überwachung. Zweck ist es, Merkmale der Basissicherheit sowie Prüfungen zu beschreiben und zusätzlich Anleitungen für ihre Anwendung zu geben.

## Gültigkeit
Die deutsche Ausgabe 5.2000 ist ab ihrem Erscheinungsdatum als Deutsche Norm angenommen.
- Die aktuelle Fassung (5.2000) ist korrespondierend mit der 2. Ausgabe der DIN EN 60601-1 anzuwenden.
- Es wurde 1.2004 ein A1 und 7.2005 ein A2 veröffentlicht.
- Achtung: Die Norm wurde zurückgezogen, kann aber Lokal noch Gültigkeit haben.
- Es wurde 12.2008 ein Entwurf zur Anwendung mit der 3. Ausgabe der DIN EN 60601-1 veröffentlicht.

## Anwendungsbereich
(Kurzreferat aus Perinorm für den Entwurf 12.2008)
Die Vorgehensweise und Philosophie dieses Norm-Entwurfs für diagnostische Ultraschall-Geräte sind konsistent mit denen der gegenwärtigen Normen innerhalb der EN 60601-2 Serie, die für andere diagnostische Modalitäten gelten wie z. B. Röntgen oder Magnet-Resonanz-Systeme. In jedem dieser Fälle ist es die Absicht, eine zunehmende Verfeinerung der Anzeigen für die Ausgangsleistung zu verlangen und/oder Kontrollmöglichkeiten mit zunehmendem Energiepegel der zur Untersuchung verwendeten diagnostischen Felder. Daher liegt es für all diese diagnostischen Modalitäten in der Verantwortung des Anwenders, die Risiken der Ausgangsleistung der Systeme zu verstehen und in geeigneter Weise zu handeln, um die gewünschte diagnostische Information bei minimierten Risiko für den Patienten zu erhalten.

## Zusatzinformation
Folgende geänderte Anforderungen sind in der EN 60601-2-37 enthalten (Auszug):
- Schutz vor Strahlung
- Schutz vor übermäßigen Temperaturen
- Schutz vor gefährlichen Ausgangswerten